# Peter Malota
Pjetër Malota, eigentlich Pjetër Malota Lulgjuraj (* 28. August 1958 in Lofka, Malësia e Madhe, Albanien) ist ein albanisch-amerikanischer Schauspieler und Martial-Arts-Kämpfer. Bekannt wurde er durch das Mitwirken in vier Filmen mit Jean-Claude Van Damme. Er ist zudem als Stuntman bzw. Stunt-Koordinator tätig.

## Leben
Im Jahr 1985 machte Malota sein Filmdebüt als Mitglied einer Gang in dem Actionfilm Los Angeles Streetfighter. Im Jahr 1991 begann Malota mit Van Damme zu arbeiten. Der erste der vier Filme war Geballte Ladung – Double Impact (1991), wo er einen Kämpfer mit Messern an seinen Stiefeln darstellte. Der zweite Film war Ohne Ausweg aus dem Jahr 1994. Dann folgte 1996 The Quest – Die Herausforderung. In diesem Film spielte Malota einen spanischen Kämpfer, der gegen Van Damme in einem Kampfturnier antritt. Fünf Jahre danach spielte er in The Order zum letzten Mal mit Van Damme in einem Film mit.
Seinen bisher letzten Auftritt hatte er in dem Film Butterfly Effect 3 – Die Offenbarung in einer Nebenrolle.
Peter Malota wohnt derzeit im Großraum Detroit, Michigan und ist Lehrer in einer Kampfsportschule speziell für Tae Kwon Do.

## Filmografie (Auswahl)
- 1985: Zeus – The Crime Killer (Crime Killer)
- 1985: Los Angeles Streetfighter
- 1991: Geballte Ladung – Double Impact (Double Impact)
- 1994: Ohne Ausweg (Nowhere to Run)
- 1996: The Quest – Die Herausforderung (The Quest)
- 2001: The Order
- 2009: Butterfly Effect 3 – Die Offenbarung (The Butterfly Effect 3: Revelations)